# Steve Carell
Steve John Carell (n. 16 august 1962, Concord, Massachusetts, SUA) este un comic, actor, producător și scriitor american.
După un stagiu de cinci ani la The Daily Show with Jon Stewart, și-a găsit faima în anii 2000 cu rolul Michael Scott în remake-ul american La birou.
A jucat rolul principal în filmele: The 40-Year-Old Virgin, Little Miss Sunshine, Evan Almighty, Dan in Real Life, Get Smart, Date Night, Dinner for Schmucks, Crazy, Stupid, Love. și Seeking a Friend for the End of the World; și dat glas personajelor din filmele de animație: Over the Hedge, Horton Hears a Who! și Despicable Me. Carell a fost nominalizat la "America's funniest man" în revista Life și a primit Premiul Globul de Aur pentru cel mai bun actor de televiziune (comedie/muzical) pentru rolul Michael Scott din The Office în 2006. A fost nominalizat la Premiile Oscar 2015 la categoria „Cel mai bun actor într-un rol principal” pentru John Eleuthère du Pont din Foxcatcher.

## Biografie

### Copilărie
Carell, cel mai mic dintre cei patru frați, s-a născut la spitalul Emerson din Concord, Massachusetts, și a crescut în Acton.
Mama lui, Harriet T. (născută Koch), a fost asistentă medicală de psihiatrie și tatăl lui, Edwin A. Carell, a fost inginer cu profil electric. Unchiul din partea mamei, Stanley Koch, a lucrat cu omul de știință Allen B. DuMont pentru a crea tuburile catodice Bunicul patern al lui Carell a fost italian; tatăl lui s-a născut cu numele de familie "Caroselli", mai târziu prescurtat în "Carell".
Carell a fost crescut ca romano-catolic, și a fost educat la școala Nashoba Brooks, școala The Fenn și Middlesex School. În adolescență, Carell a jucat hochei pe gheață pentru liceul său. Carell a absolvit Universitatea Denison din Granville, Ohio, în 1984. În timp ce era la Denison, Carell a fost membru al companiei teatrale Burpee's Seedy.

## Filmografie
| An   | Titlu                                                       | Rol                    | Notă |
| ---- | ----------------------------------------------------------- | ---------------------- | --- |
| 2003 | Bruce Almighty                                              | Evan Baxter            | Rol secundar |
| 2004 | Anchorman: The Legend of Ron Burgundy                       | Brick Tamland          | Rol secundar |
| 2004 | Sleepover                                                   | Officer Sherman        | |
| 2005 | Melinda and Melinda                                         | Walt Wagner            | Bit role |
| 2005 | Bewitched                                                   | Uncle Arthur           | Cameo |
| 2005 | The 40-Year-Old Virgin                                      | Andy Stitzer           | Rol principal/Co-scriitor |
| 2006 | Over the Hedge                                              | Hammy                  | (voce) |
| 2006 | Little Miss Sunshine                                        | Frank Ginsburg         | distribuție în ansamblu |
| 2007 | Evan Almighty                                               | Evan Baxter            | Rol principal |
| 2007 | Knocked Up                                                  | El însuși              | Cameo |
| 2007 | Dan in Real Life                                            | Dan Burns              | Rol principal |
| 2008 | Horton Hears a Who!                                         | Mayor of Who-Ville     | (voce) |
| 2008 | Get Smart                                                   | Maxwell Smart          | Rol Principal |
| 2010 | Date Night                                                  | Phil Foster            | Nominalizat — Teen Choice Award for Choice Movie Actor: Comedy Nominalizat — Teen Choice Award for Choice Movie: Dance (împreună cu Tina Fey)                       |
| 2010 | Despicable Me                                               | Gru                    | Voce Nominalizat — Annie Award for Voice Acting in a Feature Production                                                                                             |
| 2010 | Cină pentru fraieri (Dinner for Schmucks)                   | Barry Speck            | Nominalizat — Satellite Award for Best Actor – Motion Picture Musical or Comedy                                                                                     |
| 2011 | Crazy, Stupid, Love.                                        | Cal Weaver             | De asemenea, producător Nominalizat — Teen Choice Award for Choice Movie: Hissy Fit Nominalizat — Teen Choice Award for Choice Chemistry (împreună cu Ryan Gosling) |
| 2012 | Seeking a Friend for the End of the World                   | Dodge Petersen         | |
| 2012 | Hope Springs                                                | Dr. Bernie Feld        | |
| 2013 | The Incredible Burt Wonderstone                             | Burt Wonderstone       | De asemenea, producător |
| 2013 | The Way, Way Back                                           | Trent                  | |
| 2013 | Despicable Me 2                                             | Gru                    | Voce |
| 2013 | Anchorman 2                                                 | Brick Tamland          | |
| 2013 | Puppy                                                       | Gru (voce)             | Film scurt |
| 2013 | Panic in the Mailroom                                       | Gru (voce)             | Film scurt |
| 2013 | Training Wheels                                             | Gru (voce)             | Film scurt |
| 2014 | Foxcatcher                                                  | John Eleuthère du Pont | |
| 2014 | Alexander and the Terrible, Horrible, No Good, Very Bad Day | Ben Cooper             | |
| 2015 | Minions                                                     | Gru (voce)             | Cameo Creditat ca "Tânărul Gru" |
| 2015 | Freeheld                                                    | Steven Goldstein       | |
| 2015 | The Big Short                                               | Mark Baum              | |
| 2016 | Untitled Woody Allen film                                   | Aaron                  | |

## Premii

### Globul de Aur
Premii:
- 2006: Cea mai bună Performanță a unui Actor într-un serial TV Musical sau de Comedie(pentru rolul Michael Scott, în The Office

Nominalizări:
- 2007: Cea mai bună Performanță a unui Actor într-un serial TV Musical sau de Comedie (pentru The Office)
- 2008: Cea mai bună Performanță a unui Actor într-un serial TV Musical sau de Comedie (pentru The Office)

### Premii Emmy
Nominalizări: 
- 2006: Rol principal foarte bine jucat într-un serial de comedie
- 2007: Rol principal foarte bine jucat într-un serial de comedie